# Альтранштедський мир

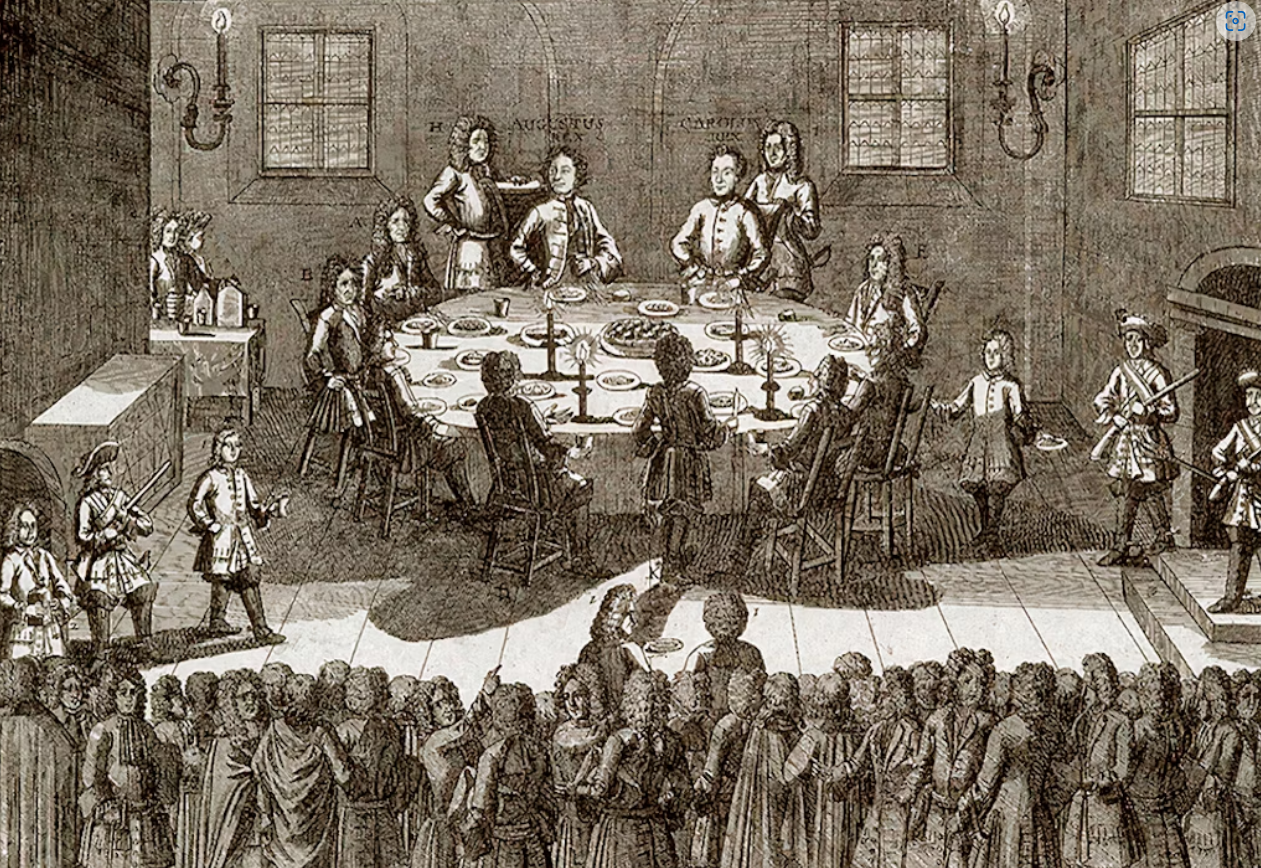
Карл XII. Король Швеції та король Польщі Август II Сильний святкують Альтранстедтський мир 1706 року, сучасний офорт

Альтранштадський мир — мирний договір, підписаний 24 вересня 1706 року в палаці в саксонському селі Альтранштедт під час Великої Північної війни польського короля і курфюрста Саксонії Августа II Фрідріха проти короля Швеції Карла ХІІ.
У результаті договору Август II Фрідріх був змушений розірвати союз із Московією і зректися польського трону на користь Станіслава Лещинського та дав згоду на зимівлю шведських військ у Саксонії. Він також видав у руки Карла XII ватажка антишведської опозиції лівонського дворянства Йоганна Рейнгольда Паткуля, якого король скарав на смерть.

## Передісторія

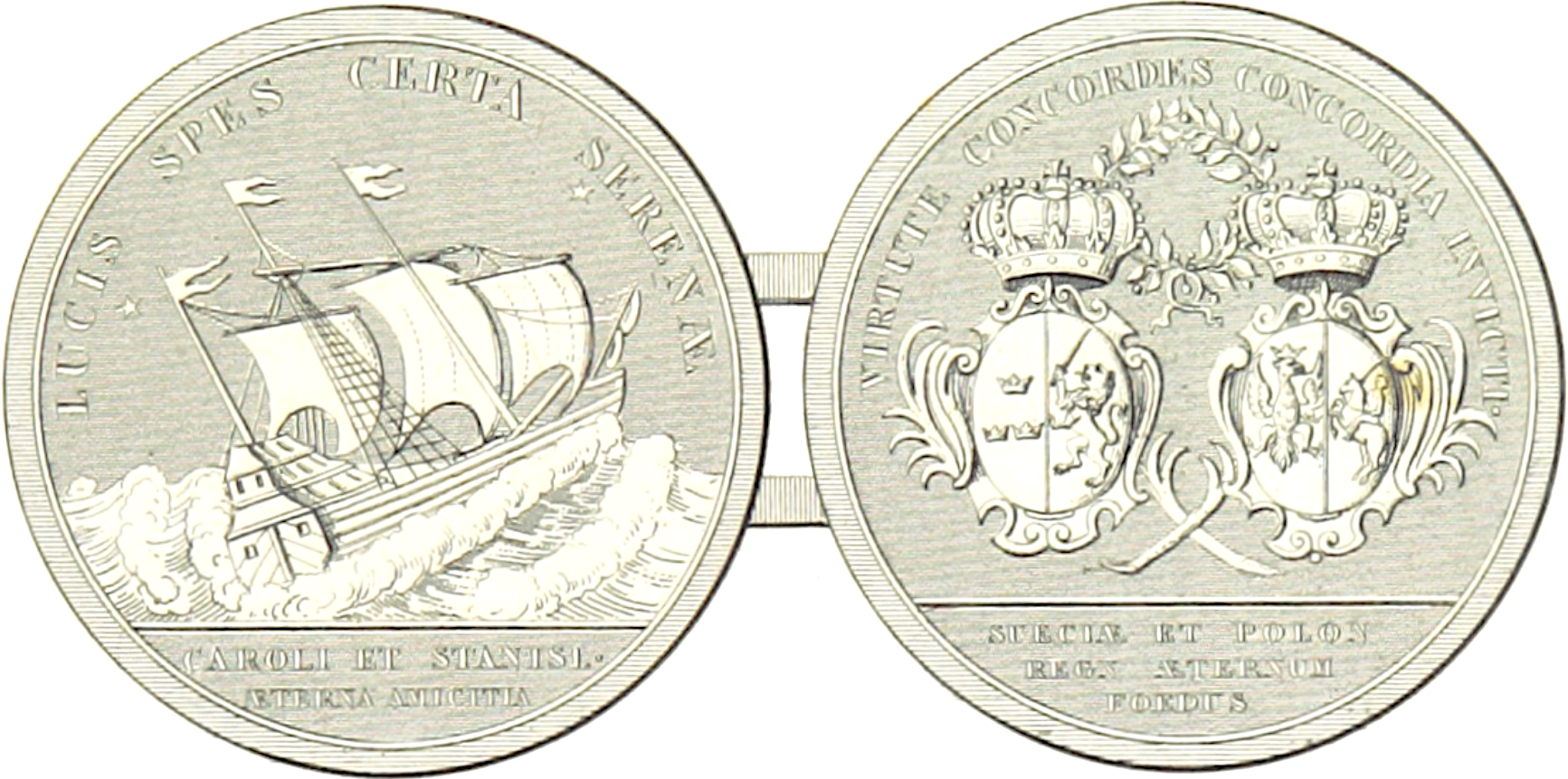
Медаль з нагоди Атранстедтського миру 1706 (1839)

Ще у 1704 році, із захопленням Варшави, Карл XII, використовуючи суперечності серед шляхти, примусив Варшавську конфедерацію оголосити Августа II скинутим та обрати королем познанського воєводу Станіслава Лещинського. Останній уклав союзну угоду із Швецією, що забезпечив їй політичне та економічне домінування в Польщі. Однак для закріплення досягнутих успіхів Карл XII мав змусити Августа II відмовитися від польської корони й від втручання у справи Польщі. З цією метою Карл XII вторгся до Саксонії, де після ряду воєнних перемог у підсумку змусив Августа II підписати Альтранштадтський мир.

## Умови договору
За угодою, що складалась із 21 статті, Август II зрікся польської корони на користь Станіслава Лещинського, відмовився від союзу з Московією, зобов’язався відкликати саксонців з московської служби й видати Карлу XII московського представника ліфляндця Паткуля, так само як і всю решту московських службовців, що знаходились у Саксонії. Август II обіцяв здати польські фортеці Краків, Тикоцін та інші з усією артилерією й амуніцією шведам та впустити до саксонських володінь шведські гарнізони. Август II зобов’язався також покровительствувати в Саксонії лютеранському віросповіданню. Шведський король зі свого боку зобов’язався захищати Августа II від репресій з боку Московії, а при укладанні з останньою миру — захищати інтереси саксонського курфюрста.
Угоду підписали від Саксонії Імхоф та Пфінгтен, від Швеції — Піпер. За наполяганням Карла XII Альтранштадтська мирна угода була також підписана представниками Польщі (Лещинського) — Яблоновським і Сапєгою.

## Наслідки
Уклавши потай від Петра I Альтранштадтський мир, Август II намагався у той самий час потай від Карла XII зберегти союз із Московією. 29 жовтня 1706 року, вже після ратифікації Августом II самої угоди, саксонські війська брали участь на боці московитів у битві під Калішем, що завершилася поразкою шведських військ та варшавських конфедератів. Поведінка Августа II спонукала Карла XII опублікувати таємний Альтранштадтський мирний договір й цим змусити Августа II до виконання його умов під загрозою втрати спадкових саксонських володінь.
Альтранштадтська мирна угода, яку сучасники вважали капітуляцією, «що не має собі рівних в історії», віддала у владу Карла XII всю Польщу та розв’язала йому руки для наступу на Московію. Однак після того як Карл XII зазнав поразки у Полтавській битві, Август, заявивши, що його ввели в оману його ж уповноважені, оголосив 8 серпня 1709 року угоду недійсною, відновив союз із Московщиною (Торунська угода 1709 року) й за допомогою московських військ повернув польський престол.